# Granholmen (Vaxholm)
Granholmen, tidigare Västra granholmen, är en mindre ö söder om Vaxholm och Karlsudd och norr om Stora och Lilla Höggarn i Höggarnsfjärden i Stockholms inre skärgård öster om Lidingö. Ön har cirka 15 fastigheter med mestadels sommarhus och är 0,830 kilometer lång. Kajsa Bergqvist och hennes fästmö öppnade en restaurang i sitt hem på ön den 1 november 2020. På ön finns det även en tennisbana.
På öns östra sida ligger ångbåtsbryggan Granholmen, som angörs av Waxholmsbolagets båtar året runt. Grannön är Edlunda, som tidigare kallades Östra Granholmen.

## Referenser

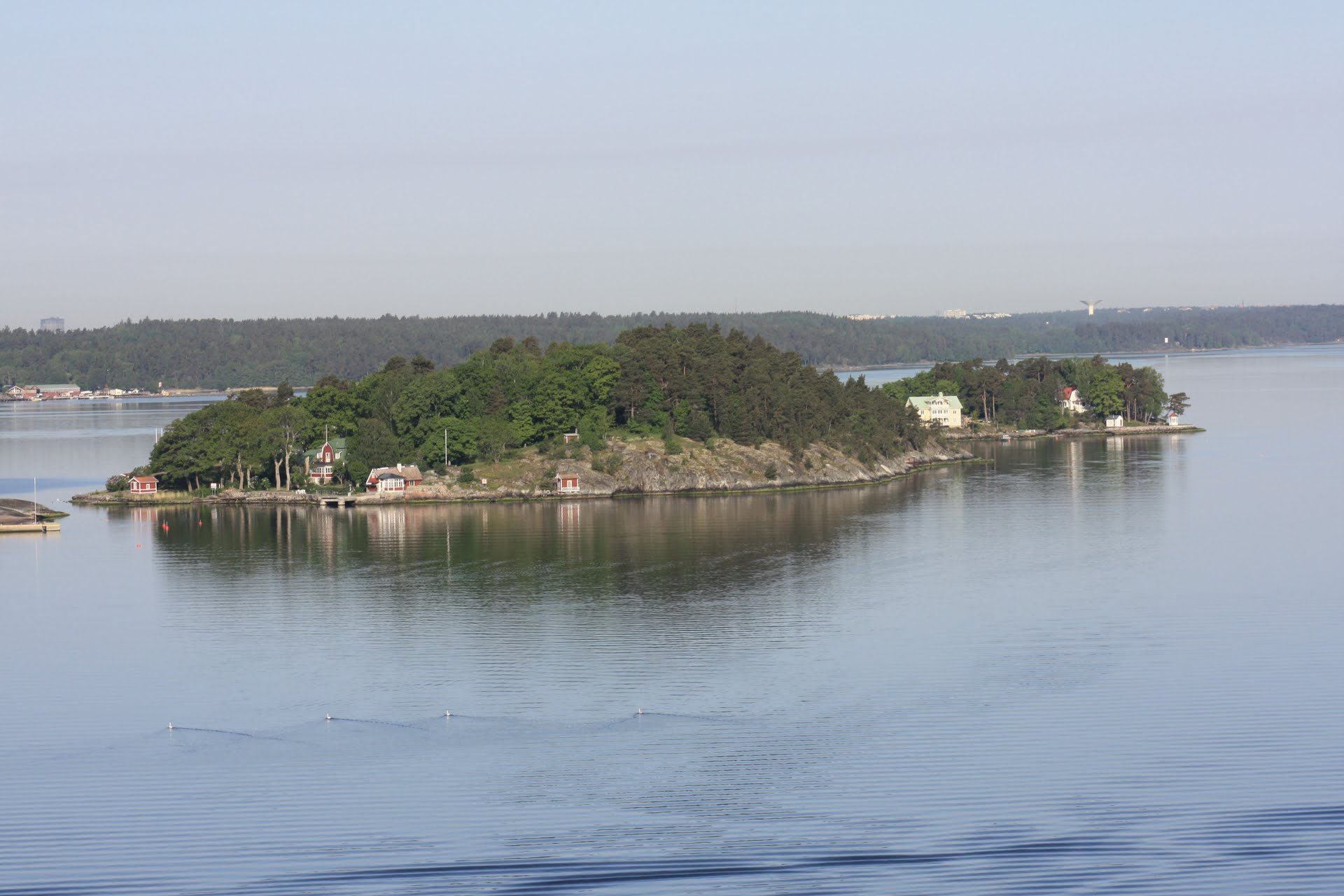
Vy över Granholmen, sett från öster.

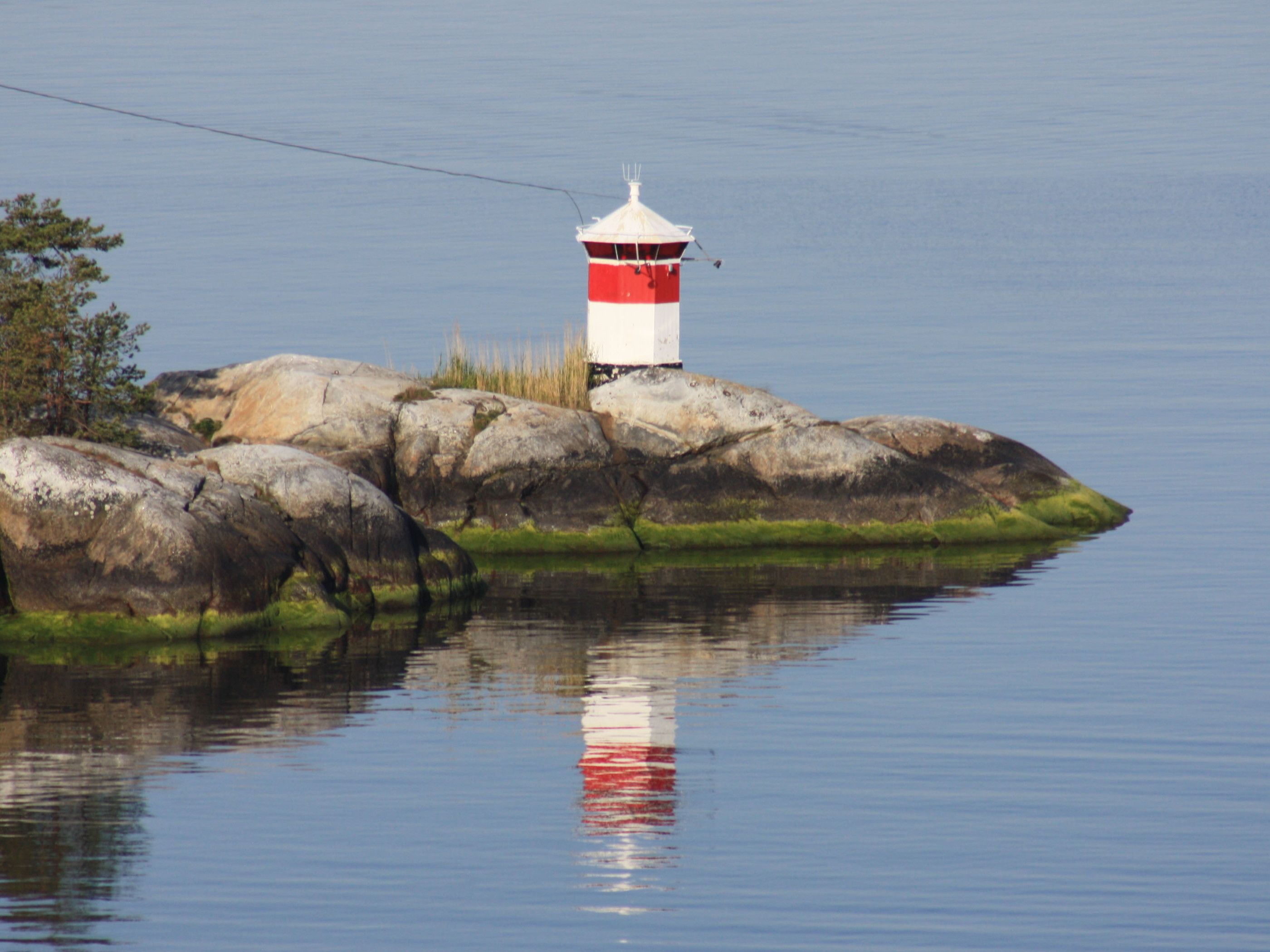
Granholmens fyr, väster om Granholmen.